# NGC 7768
NGC 7768 (другие обозначения — PGC 72605, UGC 12806, MCG 4-56-18, ZWG 477.19) — эллиптическая галактика (E) в созвездии Пегас.
Этот объект входит в число перечисленных в оригинальной редакции «Нового общего каталога».
В галактике вспыхнула сверхновая SN 1968Z, её пиковая видимая звездная величина составила 17,9.